# Fonotica
Fonotica è un'organizzazione non governativa non a scopo di lucro che rappresenta l'industria musicale della Costa Rica e i musicisti, interpreti, autori e compositori che ne fanno parte. È membro dell'International Federation of the Phonographic Industry.
L'associazione pubblica settimanalmente una top 20 delle canzoni più riprodotte a livello nazionale sulle piattaforme di streaming, e una dei brani più mandati in radio e sui canali televisivi musicali.